# Најсвил (Флорида)
Најсвил (енгл. Niceville) град је у америчкој савезној држави Флорида. По попису становништва из 2010. у њему је живело 12.749 становника.

## Демографија
Према попису становништва из 2010. у граду је живело 12.749 становника, што је 1.065 (9,1%) становника више него 2000. године.
| Група             | 2000.         | 2010.          |
| Белци             | 9.941 (85,1%) | 10.704 (84,0%) |
| Афроамериканци    | 535 (4,6%)    | 531 (4,2%)     |
| Азијати           | 374 (3,2%)    | 406 (3,2%)     |
| Хиспаноамериканци | 434 (3,7%)    | 600 (4,7%)     |
| Укупно            | 11.684        | 12.749         |